# 清創手術
清創手術（英語：debridement），也簡稱清創術、清創，或傷口清理，是一種外科手術，用於去除感染和壞死組織並清潔傷口以防止其對其他組織的影響。
在保護重要組織的前提下，清創要盡量清除感染、壞死的組織，避免其阻礙正常組織的生長。不過主要神經、血管和肌腱的清創通常是禁忌。
清創在處理燙傷、動物咬傷也很重要。